# ロマン・メンデス
ロマン・ユニオール・メンデス・ペレス（Román Júnior Méndez Pérez, 1990年7月25日 - ）は、ドミニカ共和国サン・ペドロ・デ・マコリス州サンペドロ・デ・マコリス出身のプロ野球選手（投手）。右投右打。

## 経歴

### プロ入りとレッドソックス傘下時代
2007年7月16日にボストン・レッドソックスと契約。
2008年、傘下のルーキー級ドミニカン・サマーリーグ・レッドソックスでプロデビュー。11試合に先発登板して3勝1敗・防御率2.65・46奪三振の成績を残した。
2009年はルーキー級ガルフ・コーストリーグ・レッドソックスでプレーし、12試合（先発10試合）に登板して2勝3敗・防御率1.99・47奪三振の成績を残した。
2010年はまずA級グリーンビル・ドライブでプレーし、6試合に先発登板して0勝2敗・防御率11.40・18奪三振の成績を残した。6月からA-級ローウェル・スピナーズでプレー。8試合に先発登板して2勝3敗・防御率4.36・35奪三振の成績を残した。

### レンジャーズ時代
2010年7月31日にジャロッド・サルタラマッキアとのトレードで、クリス・マッギネス、マイケル・トーマス、さらに金銭と共にテキサス・レンジャーズへ移籍した。移籍後は傘下のA-級スポケーン・インディアンスでプレーし、3試合に先発登板して1勝1敗・防御率2.31・13奪三振の成績を残した。
2011年はA級ヒッコリー・クロウダッズでプレーし、26試合（先発20試合）に登板して9勝1敗1セーブ・防御率.3.31・130奪三振の成績を残した。オフの11月18日にレンジャーズとメジャー契約を結び、40人枠入りを果たした。
2012年はまずA+級マートルビーチ・ペリカンズでプレーし、18試合（先発12試合）に登板して4勝6敗1セーブ・防御率5.14・71奪三振の成績を残した。8月にAA級フリスコ・ラフライダーズへ昇格。5試合に登板して2勝0敗1セーブ・防御率1.46・9奪三振の成績を残した。
2013年はAA級フリスコで16試合に登板したところで、右肘の疲労骨折によって5月31日に離脱した。この年は2勝0敗2セーブ・防御率1.82・24奪三振の成績を残した。
2014年はAAA級ラウンドロック・エクスプレスで開幕を迎えた。25試合に登板。0勝1敗2セーブ・防御率4.02・30奪三振という成績を残した。7月7日にメジャーへ昇格した。翌8日のヒューストン・アストロズ戦でメジャーデビュー。5点ビハインドの8回表から登板し、2回を無安打無失点1四球に抑えた。
2015年、レンジャーズでは12試合に投げて防御率5.40だった。9月1日にDFAとなった。

### レッドソックス時代
2015年9月11日にウェイバー公示を経てレッドソックスへ移籍した。移籍後は3試合に登板し、防御率4.50・1四球・1奪三振という成績だった。年間トータルの防御率は5.27であった。オフの12月2日にクリス・ヤングの加入に伴ってDFA、7日に40人枠を外れる形でAAA級ポータケット・レッドソックスへ配属された。
2016年はAAA級ポータケットでプレーし、32試合に登板。4勝2敗2セーブ・防御率3.38・59奪三振の成績を残した。

### 阪神時代
2016年11月27日にNPBの阪神タイガースと1年契約を結んだ。12月2日付で、NPBから支配下登録選手として公示された。背番号は20。阪神では、2016年に契約していた6人の外国人選手のうち、ランディ・メッセンジャーとマルコス・マテオに対してのみ2017年シーズンの契約を結んでいた。その一方で、入団1年目の2016年にシーズン中盤まで一軍のセットアッパーを務めながら、10月に右肘の手術を受けたラファエル・ドリスとの契約更新を一時的に保留。このような事情から、ドリスとの再契約に至らない可能性を視野に入れながら、救援陣を強化する目的でメンデスの獲得に踏み切った。なお、メンデスを獲得した直後には、正三塁手候補としてエリック・キャンベルとも契約している。
2017年には、春季キャンプを主力選手主体の「沖縄組」で迎えたが、阪神球団はキャンプ期間中にドリスと再契約。NPBの一軍公式戦で外国人投手を3人までしか同時に登録できない外国人枠との兼ね合いから、右のエースで開幕投手に内定していたメッセンジャーを除く最大2人分の投手枠を、自身と同じドミニカ出身のマテオやドリスと争うことになった。メンデス自身はオープン戦2試合の登板（通算投球回数3イニング）で防御率3.00を記録したものの、日本特有の春先の寒さにうまく適応できなかったことや、前年に実績を残したマテオとドリスが揃って好調なことを背景に3月上旬から二軍で調整。そのままウエスタン・リーグ公式戦の開幕を迎えると、7月中旬までに38試合の登板（オール救援）で19セーブ（いずれもリーグ1位）という好成績を残した。さらに、開幕から一軍のセットアッパーを務めてきたマテオが腰の張りで調子を崩したことを機に、7月22日付でNPB移籍後初めての出場選手登録。同日の対東京ヤクルトスワローズ戦（明治神宮野球場）7回裏から4番手投手として一軍公式戦へのデビューを果たすと、登板4試合連続で無失点に抑えたほか、3試合目の登板だった7月27日の対横浜DeNAベイスターズ戦（阪神甲子園球場）でNPB初ホールドを記録した。マテオの復帰に伴って、7月31日に出場選手登録をいったん抹消された。8月11日にメッセンジャーが故障で戦線を離脱したため、代わって再登録。再登録後は救援で3試合に登板したが、通算3回2/3イニングで8失点（6自責点）と振るわず、8月16日に再び登録を抹消された。
ウエスタン・リーグ公式戦には、通算でリーグ最多の52試合に登板。1勝5敗、防御率3.48ながら、リーグ最多の23セーブを挙げた。一軍がレギュラーシーズン2位で迎えたDeNAとのクライマックスシリーズ（CS）ファーストステージ（甲子園）では登板機会がなかったものの、レギュラーシーズンの終了後にはフェニックス・リーグへ参加していた。オフの12月2日に自由契約選手として公示された。

### ナショナルズ傘下時代
2018年1月3日にMLBワシントン・ナショナルズとマイナー契約を結んだ。この年はAA級ハリスバーグ・セネターズでプレーし、メジャー昇格の機会はなかった。

### メキシカンリーグ時代
2019年はリーガ・メヒカーナ・デ・ベイスボルのドスラレドス・オウルズと契約。59試合に登板し、1勝7敗32セーブ、防御率3.75という成績だった。
2020年も引き続きドスラレドスに所属したが、新型コロナウイルスの感染拡大の影響でシーズン中止となったため、公式戦での出場は無かった。
2021年は春から秋まではいずれの球団にも所属しなかった。5月19日に東京オリンピック予選の野球ドミニカ共和国代表最終ロースターに選出されたが、本選ではメンバーには選出されず、補欠選手として登録された。オフはドミニカウィンターリーグ（LIDOM）のエストレージャス・オリエンタレスでプレー。
2022年4月23日にリーガ・メヒカーナ・デ・ベイスボルのサルティーヨ・サラペメーカーズと契約した。
2023年2月14日にリーガ・メヒカーナ・デ・ベイスボルのレオン・ブラボーズと契約した。5月21日に自由契約となった。5月23日に同リーグのタバスコ・キャトルメンと契約した。

## 詳細情報

### 年度別投手成績
| 年 度    | 球 団    | 登 板 | 先 発 | 完 投 | 完 封 | 無 四 球 | 勝 利 | 敗 戦 | セ 丨 ブ | ホ 丨 ル ド | 勝 率 | 打 者 | 投 球 回 | 被 安 打 | 被 本 塁 打 | 与 四 球 | 敬 遠 | 与 死 球 | 奪 三 振 | 暴 投 | ボ 丨 ク | 失 点 | 自 責 点 | 防 御 率 | W H I P |
| -------- | -------- | ----- | ----- | ----- | ----- | -------- | ----- | ----- | -------- | ----------- | ----- | ----- | -------- | -------- | ----------- | -------- | ----- | -------- | -------- | ----- | -------- | ----- | -------- | -------- | ------- |
| 2014     | TEX      | 30    | 0     | 0     | 0     | 0        | 0     | 1     | 0        | 10          | .000  | 136   | 33.0     | 20       | 2           | 17       | 2     | 2        | 22       | 2     | 0        | 8     | 8        | 2.18     | 1.12    |
| 2015     | TEX      | 12    | 0     | 0     | 0     | 0        | 0     | 1     | 0        | 0           | .000  | 49    | 11.2     | 11       | 1           | 7        | 1     | 1        | 9        | 0     | 0        | 7     | 7        | 5.40     | 1.54    |
| 2015     | BOS      | 3     | 0     | 0     | 0     | 0        | 0     | 0     | 0        | 0           | ----  | 9     | 2.0      | 3        | 1           | 1        | 0     | 0        | 1        | 0     | 0        | 1     | 1        | 4.50     | 2.00    |
| '15計    | BOS      | 15    | 0     | 0     | 0     | 0        | 0     | 1     | 0        | 0           | .000  | 58    | 13.2     | 14       | 2           | 8        | 1     | 1        | 10       | 0     | 0        | 8     | 8        | 5.27     | 1.61    |
| 2017     | 阪神     | 8     | 0     | 0     | 0     | 0        | 0     | 0     | 0        | 1           | ----  | 45    | 9.2      | 12       | 1           | 3        | 0     | 1        | 9        | 0     | 1        | 9     | 7        | 6.52     | 1.55    |
| MLB：2年 | MLB：2年 | 45    | 0     | 0     | 0     | 0        | 0     | 2     | 0        | 10          | .000  | 194   | 46.2     | 34       | 4           | 25       | 3     | 3        | 32       | 2     | 0        | 16    | 16       | 3.09     | 1.26    |
| NPB：1年 | NPB：1年 | 8     | 0     | 0     | 0     | 0        | 0     | 0     | 0        | 1           | ----  | 45    | 9.2      | 12       | 1           | 3        | 0     | 1        | 9        | 0     | 1        | 9     | 7        | 6.52     | 1.55    |

- 2018年度シーズン終了時

### 年度別守備成績
| 年 度 | 球 団 | 投手（P） | 投手（P） | 投手（P） | 投手（P） | 投手（P） | 投手（P） |
| 年 度 | 球 団 | 試 合     | 刺 殺     | 補 殺     | 失 策     | 併 殺     | 守 備 率  |
| ----- | ----- | --------- | --------- | --------- | --------- | --------- | --------- |
| 2014  | TEX   | 30        | 4         | 2         | 0         | 0         | 1.000     |
| 2015  | TEX   | 12        | 1         | 0         | 0         | 0         | 1.000     |
| 2015  | BOS   | 3         | 0         | 1         | 0         | 0         | 1.000     |
| '15計 | BOS   | 15        | 1         | 1         | 0         | 0         | 1.000     |
| 2017  | 阪神  | 8         | 0         | 2         | 0         | 0         | 1.000     |
| MLB   | MLB   | 45        | 5         | 3         | 0         | 0         | 1.000     |
| NPB   | NPB   | 8         | 0         | 2         | 0         | 0         | 1.000     |

- 2018年度シーズン終了時

### 記録
NPB
- 初登板：2017年7月22日、対東京ヤクルトスワローズ14回戦（明治神宮野球場）、7回裏に4番手として救援登板、2回無失点
- 初奪三振：2017年7月25日、対横浜DeNAベイスターズ12回戦（阪神甲子園球場）、9回表にホセ・ロペスから空振り三振
- 初ホールド：2017年7月27日、対横浜DeNAベイスターズ14回戦（阪神甲子園球場）、6回表に2番手として救援登板、1回2/3無失点

### 背番号
- 55 （2014年 - 2015年途中）
- 70 （2015年途中 - 同年終了）
- 20 （2017年）

### 登場曲
- 「CHA-LA HEAD-CHA-LA」影山ヒロノブ（2017年）

### 代表歴
- 2020年東京オリンピック予選野球ドミニカ共和国代表